# Joey Kramer
Joseph Michael Kramer, detto Joey (New York, 21 giugno 1950), è un batterista statunitense, membro degli Aerosmith.

## Biografia
Nato nel Bronx, è il primogenito maschio di Mick Kramer, un soldato, e Doris Schwartz, un'infermiera e ha tre sorelle più piccole, Annabelle, Suzy e Amy. Nel corso della sua adolescenza ha frequentato la Thornton Donovan School.
La sua avventura musicale iniziò intorno ai 13 anni, quando ebbe un incidente in bici. La vendette e si comprò le prime parti di un set da batteria.
Formò una band, gli Strawberry Ripple e uno dei nomi scartati fu proprio Aerosmith. Alla Roosevelt High-School incontrò Steven Tyler e Ray Tabano. Entrò subito come batterista al posto di Tyler, che poté dedicarsi solo al canto.
È stato lui a dare il nome agli Aerosmith nel 1973. Il nome lo scrisse per la prima volta quando era ancora a scuola, sul suo taccuino. Quando la band dovette scegliere un nome, si ricordò dell'appunto e lo propose. In un'intervista gli si chiese il perché di quel nome e lui rispose: "Aerosmith è dedicato ad una mia compagna alla high-school. Quel nome lo scrissi praticamente su tutti i miei libri scolastici".
Ha suonato in tutti gli album della band. Uno dei suoi soprannomi è Kram-Dog.

## Discografia

### Con gli Aerosmith

#### Album studio
- 1973 - "Aerosmith"
- 1974 - "Get Your Wings"
- 1975 - "Toys in the Attic"
- 1976 - "Rocks"
- 1977 - "Draw the Line"
- 1979 - "Night in the Ruts"
- 1982 - "Rock in a Hard Place"
- 1985 - "Done with Mirrors"
- 1987 - "Permanent Vacation"
- 1989 - "Pump"
- 1993 - "Get a Grip"
- 1997 - "Nine Lives"
- 2001 - "Just Push Play"
- 2004 - "Honkin' on Bobo"
- 2012 - "Music from Another Dimension!"

#### Live
- 1978 - "Live! Bootleg"
- 1986 - "Classics Live! I"
- 1987 - "Classics Live! II"
- 1998 - "A Little South of Sanity"
- 2004 - "You Gotta Move"
- 2005 - "Rockin' the Joint"

## Curiosità
- È stato fidanzato con Patty Bourdon, madre di Rob Bourdon, batterista del gruppo rock Linkin Park. È stato lui a regalargli il primo pedale per la batteria, in occasione del suo compleanno.
- Ha suonato nell'album Il mondo che vorrei di Vasco Rossi nelle tracce 6 e 10 ("Cosa importa a me" e "Non sopporto").